# 키스 플린트

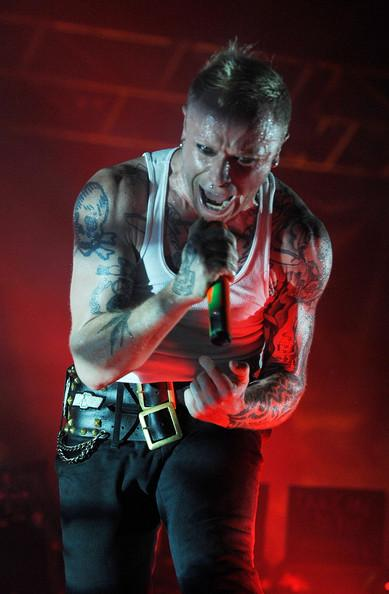
2009년 모습

키스 플린트(Keith Flint, 1969년 9월 17일 ~ 2019년 3월 4일)는 잉글랜드의 가수, 댄서, 모터사이클 레이서이다. 일렉트로닉 댄스 그룹 프로디지의 일원이다. 댄서로서 시작한 그는 프로디지의 프론트맨이다.

## 사망
2019년 3월 4일 오전 8:10분 직후 에섹스 경찰은 플린트의 건강 문제로 플린트의 집에 호출되었다. 플린트는 그 자리에서 사망이 확인되었다. 나중에 목을 매달아 죽은 것으로 판명되었다.

## 디스코그래피

### 프로디지 활동
- Experience (1992) (Credited as band member; does not perform)
- Music for the Jilted Generation (1994) (Credited as band member; does not perform)
- The Fat of the Land (1997)
- Their Law: The Singles 1990–2005 (2005)
- Invaders Must Die (2009)
- World's on Fire (2011)
- The Day Is My Enemy (2015)
- No Tourists (2018)

### 플린트 활동
- Device #1 (2003) (Only released in promo form)[1]